# EC Pinheiros (Paraná)
EC Pinheiros was een Braziliaanse voetbalclub uit de stad Curitiba in de staat Paraná.

## Geschiedenis
De club werd in 1914 opgericht als Savóia Futebol Clube. De club werd vernoemd naar het adellijke huis Savoye en de clubkleuren werden naar de Italiaanse vlag rood-groen-wit overgenomen.
In 1920 fuseerde de club met EC Água Verde, dat in 1915 opgericht was en werd zo Savóia-Água Verde, maar nam een jaar later opnieuw de naam Savóia FC aan. In 1942 werd de naam Esporte Clube Brasil aangenomen nadat Brazilië zich tijdens de Tweede Wereldoorlog bij de geallieerden aansloot. Na de oorlog werd de naam Esporte Clube Água Verde aangenomen. In 1971 werd dan de naam EC Pinheiros aangenomen. In de jaren zestig werden andere clubkleuren gekozen om zich te onderscheiden van stadsrivaal Coritiba FC.
In 1989 fuseerde de club met Colorado EC en werd zo Paraná Clube.

## Erelijst
Campeonato Paranaense
1967, 1984, 1987